# Bimbilla

Bimbilla är en ort i östra Ghana. Den är huvudort för distriktet Nanumba North, och folkmängden uppgick till 31 400 invånare vid folkräkningen 2010.